# Episodi di Mike & Molly (quarta stagione)
La quarta stagione della serie televisiva Mike & Molly, composta da 22 episodi, è stata trasmessa negli Stati Uniti sul canale CBS dal 4 novembre 2013 al 19 maggio 2014.
In Italia la stagione è stata trasmessa in prima visione dal canale a pagamento Joi, della piattaforma Mediaset Premium, dal 22 febbraio al 12 settembre 2014.
Gli ultimi quattro episodi della quarta stagione sono stati trasmessi in lingua originale a causa dello sciopero dei doppiatori, venendo poi trasmessi in due serate a partire dal 5 settembre 2014.
In chiaro è trasmessa dal 27 ottobre 2014 su Italia 1.
| nº | Titolo originale                       | Titolo italiano             | Prima TV originale | Prima TV Italia   |
| -- | -------------------------------------- | --------------------------- | ------------------ | ----------------- |
| 1  | Molly Unleashed                        | Molly scatenata             | 4 novembre 2013    | 22 febbraio 2014  |
| 2  | The First and Last Ride-Along          | Un giorno da poliziotta     | 11 novembre 2013   | 1º marzo 2014     |
| 3  | Sex and Death                          | Fantasie sessuali           | 18 novembre 2013   | 8 marzo 2014      |
| 4  | Careful What You Dig For               | Panni sporchi               | 25 novembre 2013   | 15 marzo 2014     |
| 5  | Poker in the Front, Looker in the Back | Comportamenti sospetti      | 2 dicembre 2013    | 22 marzo 2014     |
| 6  | Shoeless Molly Flynn                   | L'ennesimo paio di scarpe   | 9 dicembre 2013    | 29 marzo 2014     |
| 7  | They Shoot Asses, Don't They?          | Un'esperienza traumatica    | 16 dicembre 2013   | 5 aprile 2014     |
| 8  | What Molly Hath Wrought                | Un aiuto inaspettato        | 13 gennaio 2014    | 12 aprile 2014    |
| 9  | Mike & Molly's Excellent Adventure     | Un'avventura eccezionale    | 20 gennaio 2014    | 19 aprile 2014    |
| 10 | Weekend at Peggy's                     | Weekend poco tranquillo     | 27 gennaio 2014    | 26 aprile 2014    |
| 11 | Dips & Salsa                           | Salse e salsa               | 3 febbraio 2014    | 3 maggio 2014     |
| 12 | Mind Over Molly                        | La giusta terapia           | 24 febbraio 2014   | 10 maggio 2014    |
| 13 | Open Mike Night                        | Serata microfono aperto     | 3 marzo 2014       | 17 maggio 2014    |
| 14 | Rich Man, Poor Girl                    | Il riccone e la poverella   | 10 marzo 2014      | 24 maggio 2014    |
| 15 | Three Girls and an Urn                 | Tre ragazze e un'urna       | 17 marzo 2014      | 31 maggio 2014    |
| 16 | The Dice Lady Cometh                   | La signora dei dadi         | 24 marzo 2014      | 7 giugno 2014     |
| 17 | McMillan and Mom                       | La mamma sconosciuta        | 14 aprile 2014     | 14 giugno 2014    |
| 18 | Mike's Manifold Destiny                | Mike appiedato              | 21 aprile 2014     | 21 giugno 2014    |
| 19 | Who's Afraid of J.C. Small?            | Chi ha paura di J.C. Small? | 28 aprile 2014     | 5 settembre 2014  |
| 20 | Sex, Lies and Helicopters              | Sesso, bugie ed elicotteri  | 5 maggio 2014      | 5 settembre 2014  |
| 21 | This Old Peggy                         | La vecchia Peggy            | 12 maggio 2014     | 12 settembre 2014 |
| 22 | Eight Is Enough                        | Otto bastano                | 19 maggio 2014     | 12 settembre 2014 |

## Tre ragazze e un'urna
- Titolo originale: Three Girls and an Urn
- Diretto da: David Trainer
- Scritto da: Al Higgins

### Trama
- Guest star: Kathy Bates (Kay)

## Chi ha paura di J.C. Small?
- Titolo originale: Who's Afraid of J.C. Small?
- Diretto da: Melissa McCarthy
- Scritto da: Chuck Lorre e Al Higgins

### Trama
- Guest star: Susan Sarandon (J.C. Small)